# Foley (Familienname)
Foley ist ein Familienname irischer Herkunft mit der irischen Bedeutung „Pirat, Seeräuber, Plünderer“.

## Namensträger

### Kunstfigur
- Axel Foley aus der Beverly Hills Cop-Filmreihe

### A
- Adrian Foley, 8. Baron Foley (1923–2012), britischer Komponist und Pianist
- Alex Foley (* 1968), deutscher Schlagzeuger
- Alina Foley (* 2003), US-amerikanische Schauspielerin und Synchronsprecherin
- Allan James Foley (1835–1899), irischer Sänger (Bass)
- Anthony Foley (1973–2016), irischer Rugbyspieler und -trainer

### B
- Barry Foley (* 1977), irischer Hurlingspieler
- Bernard Foley (* 1989), australischer Rugby-Union-Spieler
- Blaze Foley (1949–1989), US-amerikanischer Sänger und Songwriter
- Brendan Foley (* 1950), irischer Rugby-Union-Spieler

### C
- Charles Foleÿ (1856–1933), französischer Dramatiker
- Chuck Foley († 2013), US-amerikanischer Spieleautor
- Ciaran Foley (* 1981), irischer Fußballspieler
- Clare Foley (* 2001), US-amerikanische Schauspielerin
- Colm Foley (* 1979), irischer Fußballspieler

### D
- Dave Foley (Footballspieler) (* 1947), US-amerikanischer Footballspieler
- Dave Foley (* 1963), kanadischer Schauspieler
- David Foley (Fußballspieler) (* 1987), englischer Fußballspieler
- David Edward Foley (1930–2018), US-amerikanischer römisch-katholischer Bischof
- Denis Foley (1934–2013), irischer Politiker
- Des Foley (1940–1995), irischer Politiker (Fianna Fáil)
- Desmond Foley (1940–1995), irischer Sportler und Politiker
- Dominic Foley (* 1976), irischer Fußballspieler
- Douglas Foley (* 1949), walisischer Schriftsteller

### E
- Edyth Foley (1900–1985), britische Motorradrennfahrerin
- Elizabeth Price Foley (* 1965), US-amerikanische Juristin
- Ellen Foley (* 1951), US-amerikanische Sängerin und Schauspielerin

### F
- Frank Foley (1884–1958), britischer Geheimdienstmitarbeiter
- Frederic Eugene Basil Foley (1891–1966), US-amerikanischer Urologe

### G
- Gaelen Foley (* 1973), US-amerikanische Schriftstellerin
- Gary Foley (* 1950), politischer Aktivist der Aborigines
- Glenn Foley (* 1970), US-amerikanischer Footballspieler

### H
- Helene P. Foley (* 1942), US-amerikanische Altphilologin
- Henry Foley (Historiker) (1811–1891), englischer Kirchenhistoriker
- Henry Foley (Physiker) (1917–1982), US-amerikanischer Physiker
- Hugh Foley (1944–2016), US-amerikanischer Ruderer

### J
- Jack Foley (1891–1967), US-amerikanischer Geräuschemacher für Filme
- Jack Foley (Poet) (* 1940), amerikanischer Dichter

- James Foley (Bischof) (* 1948), australischer Geistlicher, emeritierter Bischof von Cairns
- James Foley (Regisseur) (1953–2025), US-amerikanischer Regisseur
- James Foley (Journalist) (1973–2014), US-amerikanischer Journalist
- James B. Foley (1807–1886), US-amerikanischer Politiker
- James D. Foley (* 1942), US-amerikanischer Informatiker
- Jeremy Foley (* 1983), US-amerikanischer Filmschauspieler
- John Foley (Mobster) (John „Mitters“ Foley; † 1926), US-amerikanischer Mobster
- John Foley (Gouverneur) (* 1939), britischer Offizier, Vizegouverneur von Guernsey
- John Henry Foley (1818–1874), irischer Bildhauer
- John Patrick Foley (1935–2011), US-amerikanischer Geistlicher und Kurienkardinal
- John R. Foley (John Robert Foley; 1917–2001), US-amerikanischer Politiker (Maryland)
- John Samuel Foley (1833–1918), US-amerikanischer Geistlicher, Bischof von Detroit
- Joseph Michael Foley (1916–2012), US-amerikanischer Neurologe und Geriater

### K
- Kevin Foley (Politiker) (* 1960), australischer Politiker
- Kevin Foley (Fußballspieler) (* 1984), irischer Fußballspieler

### L
- Laurence Foley (1942–2002), US-amerikanischer Diplomat

### M
- Mackenzie Foley (* 2002), US-amerikanische Volleyballspielerin
- Mark Foley (* 1954), US-amerikanischer Politiker (Florida)
- Mary Foley-Berkeley, 17. Baroness Berkeley (1905–1992), britische Peeress und Politikerin
- Maurice Foley (1925–2001), britischer Politiker
- Michael Foley (* 1965), US-amerikanischer Wrestler und Buchautor, siehe Mick Foley
- Michael Foley (Rugbyspieler) (* 1967), australischer Rugbyspieler
- Michael Foley (Fußballspieler) (* 1983), irischer Fußballspieler
- Michael Foley (Radsportler) (* 1999), kanadischer Radsportler
- Michael Hamilton Foley (1820–1870), kanadischer Politiker
- Mick Foley (* 1965), US-amerikanischer Wrestler
- Mike Foley (* 1954), US-amerikanischer Politiker
- Mrs. W. H. Foley (1821–1887), englisch-gebürtige neuseeländische Schauspielerin, Sängerin und Unterhaltungskünstlerin

### N
- Norma Foley (* 1970), irische Politikerin

### P
- Patrick James Foley (1836–1914), irischer Politiker
- Philip Foley (1648–1716), englischer Politiker

### R
- Rae Foley (1900–1978), US-amerikanische Schriftstellerin
- Red Foley (1910–1968), US-amerikanischer Country-Musiker
- Rick Foley (* 1945), kanadischer Eishockeyspieler
- Robby Foley (* 1996), US-amerikanischer Autorennfahrer
- Robert Foley (* 1953), britischer Archäologe und Paläoanthropologe
- Robert F. Foley (* 1941), US-amerikanischer Generalleutnant

### S
- Scott Foley (* 1972), US-amerikanischer Schauspieler, Regisseur und Produzent
- Sharon Foley (* 1972), irische Leichtathletin
- Steve Foley (Fußballspieler, 1953) (* 1953), englischer Fußballspieler und -trainer
- Steve Foley (Footballspieler, 1953) (* 1953), US-amerikanischer Footballspieler
- Steve Foley (Leichtathlet) (* 1957), australischer Mittelstreckenläufer
- Steve Foley (Fußballspieler, 1962) (* 1962), englischer Fußballspieler
- Steve Foley (Footballspieler, 1975) (* 1975), US-amerikanischer Footballspieler
- Sue Foley (* 1968), kanadische Bluesmusikerin

### T
- Theo Foley (* 1937), irischer Fußballspieler und -trainer
- Thomas Foley (Industrieller) (1616–1677), britischer Industrieller, Besitzer von Witley Court
- Thomas Foley (Politiker, um 1695) (um 1695–1749), britischer Politiker, Parlamentsmitglied für Hereford und Herefordshire
- Thomas Foley (Admiral) (1757–1833), britischer Admiral
- Thomas Foley (Politiker, 1778) (1778–1822), britischer Politiker, Parlamentsmitglied für Herefordshire und Droitwich
- Thomas Foley, 3. Baron Foley (1780–1833), britischer Politiker
- Thomas Foley, 4. Baron Foley (1808–1869), britischer Politiker
- Thomas Foley (Skirennläufer) (Thos Foley; * 1979), irischer Skirennläufer
- Thomas Patrick Roger Foley (1822–1879), US-amerikanischer römisch-katholischer Bischof
- Thos Foley (* 1979), irischer Skirennfahrer, siehe Thomas Foley (Skirennläufer)
- Tim Foley (* 1948), US-amerikanischer Footballspieler
- Tom Foley (1929–2013), US-amerikanischer Politiker und Diplomat
- Trevor Foley (* 1999), US-amerikanischer Triathlet

### W
- William A. Foley (* 1949), US-amerikanischer Linguist
- William Joseph Foley (1931–1991), australischer römisch-katholischer Erzbischof

### Z
- Zack Foley  (* ≈1980), US-amerikanischer Jazzsänger